# Kunst en cultuur in Rotterdam
Rotterdam is in Nederland een belangrijk centrum voor kunst en cultuur.

## Korte geschiedenis
De Rotterdamse Kunststichting werd na de Tweede Wereldoorlog opgericht om het kunstklimaat in de stad te helpen bevorderen. In 2001 was Rotterdam Culturele hoofdstad van Europa. Er is ook een Centrum Beeldende Kunst in Rotterdam. In 2007 werd de stad uitgeroepen tot stad van de architectuur.

## Musea
In Rotterdam zijn meer dan 30 musea, galeries en studio's gecentreerd in en rond het Museumpark, in het centrum van de stad. Het gebied Museumpark en Witte de Withstraat wordt de Kunst-As genoemd.
- Belasting & Douane Museum, Parklaan 14-16. Twintig eeuwen belastingdienst.
- Felix, Museum voor Migratie, Paul Nijghkade. Open voorjaar 2025.
- Galerie de Aanschouw / 80b, Witte de Withstraat 80b. De kleinste galerie van Rotterdam. Elke vrijdagavond om 20.30 uur vindt er een wissel plaats, waarbij kunstenaars beurtelings met één werk exposeren.
- Havenmuseum (voorheen Maritiem Buitenmuseum), Leuvehaven. Werk aan schepen, scheepsmotoren e.d. "live" te bezichtigen.
- Kunsthal, Museumpark, Westzeedijk 341. Gevarieerde exposities en tentoonstellingen oude en hedendaagse kunst.
- Kunstinstituut Melly, Witte de Withstraat 50, centrum voor hedendaagse kunst. Tentoonstellingen en projecten over de relatie en ontwikkeling tussen Nederlandse en internationale kunst.
- Mariniersmuseum, Wijnhaven 7-11. Geschiedenis van het Korps Mariniers 1665-heden.
- Maritiem Museum Rotterdam, Leuvehaven 1. Scheepvaarthistorie.
- Museum Boijmans Van Beuningen, Museumpark 18-20. Kunst van alle tijden; van oude meesters tot hedendaagse kunst[1].
- Museum Rotterdam (Museum Het Schielandshuis, Museum De Dubbelde Palmboom en de Atlas Van Stolk tezamen). Tentoonstellingen over Rotterdam.
- Natuurhistorisch Museum Rotterdam (NMR), Westzeedijk 345. Natuurhistorische collectie met ongeveer 250000 objecten.
- Nederlands Architectuurinstituut (NAi), Museumpark 25. Belangrijke archieven en collecties op het gebied van architectuur, stedenbouw en ruimtelijke ordening. Toegankelijk voor publiek.
- Nederlands Fotomuseum, voorheen aan de Witte de Withstraat, vanaf 18 april 2007 in Las Palmas: Wilhelminakade). Werk van Nederlandse en in Nederland wonende fotografen; nationale en internationale tentoonstellingen. Las Palmas huisvest ook lp2,[2] Ruimte voor stedelijke cultuur.
- Rotterdams Openbaar Vervoer Museum (ROVM), Kootsekade 19. Geschiedenis van het openbaar vervoer in Rotterdam.
- Rotterdams Welvaren, Schiehaven 15 Lloydkwartier Delfshaven. Museale scheepswerf. Herbouw Linieschip 'De Delft' (driemaster) uit 1783. Toegankelijk voor publiek.
- TENT Rotterdam, Witte de Withstraat 50. Presentaties van hedendaagse kunst.
- Villa Zebra, Stieltjesstraat 21, Kop van Zuid. Tentoonstellingen en workshops voor kinderen van 4 tot en met 12 jaar.
- Wereldmuseum Rotterdam, Willemskade 25. Tentoonstellingen over andere culturen en evenementen in dit kader.
- Vanaf 1642 tot waarschijnlijk 1828 was er een 'Anatomiekamer der Stadt Rotterdam', die 573 curiosa, waaronder 245 mineralen van over de hele wereld, bevatte[3]. Zover bekend is alleen 'de schoen van de Grote Boer van Lekkerkerk' (Gerrit Bastiaansz de Hals, 1620-1668) hiervan nog aanwezig in het Museum Rotterdam[4].

## Beeldende kunst in de openbare ruimte

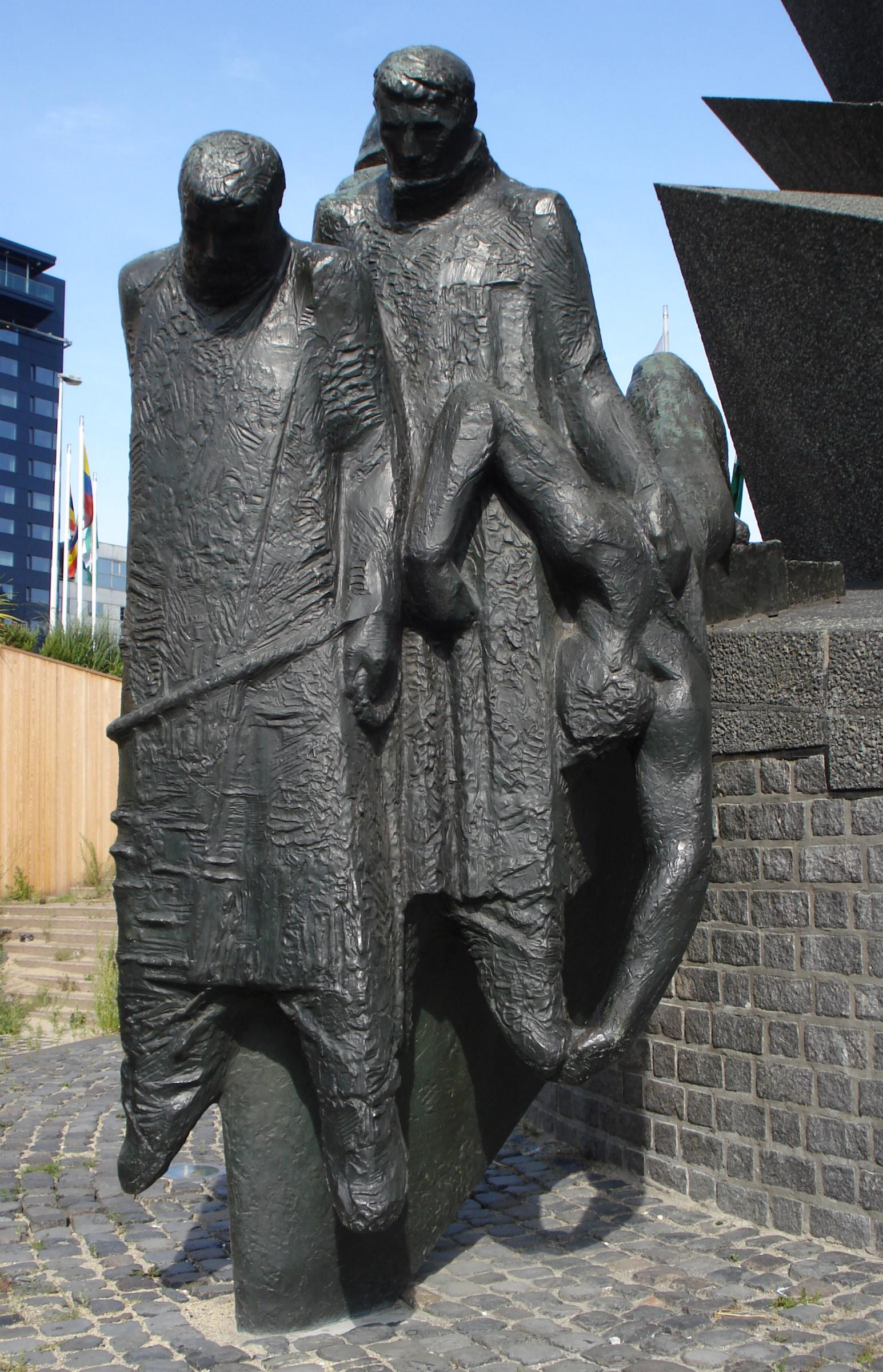
Rotterdam, Leuvehaven. Kunstwerk De Boeg van Fred Carasso, onderdeel van de Rotterdamse Internationale Beelden Collectie

De collectie openbare kunst omvat een breed scala aan kunstwerken (beelden, installaties, monumenten, reliëfs, muurschilderingen enz.) van nationaal en internationaal gerenommeerde kunstenaars.
Kern van deze collectie is de Internationale Beelden Collectie, bestaande uit 45 beelden, waarvan er 11 te zien zijn in de Beeldenroute Westersingel en nog enkele in het beeldenpark van Museum Boijmans Van Beuningen.
 Van de overige, honderden, beelden is een groot deel te zien in de Lijst van beelden in Rotterdam.

## Theaters
- Hofplein Rotterdam, Hofplein, Centrum
- LantarenVenster
- Oude Luxor Theater, Kruiskade 10, Centrum
- Nieuwe Luxor Theater (1998-2001), Postumalaan 1 (Kop van Zuid)
- Maaspodium, theater van Maas theater en dans aan de St. Jobsweg
- Ro Theater, William Boothlaan 8
- Rotterdamse Schouwburg, Schouwburgplein (Centrum)
- Theater Walhalla, Sumatraweg 9-11, Katendrecht
- Theater Zuidplein, Zuidplein, Rotterdam-Zuid

## Theater- en dansgezelschappen
- Ro Theater - Stadstheatergezelschap
- Onafhankelijk Toneel
- Hotel Modern
- Bonheur - Toneelgezelschap
- Scapino Ballet
- Conny Janssen Danst
- Dance Works Rotterdam
- Theater Maatwerk
- Het Echt Rotterdams Theater
- Maas theater en dans

## Concert- en congresgebouwen
- De Doelen, Schouwburgplein 50, Rotterdam Centrum
- Ahoy Rotterdam, Rotterdam-Zuid

## Concertzalen
- Bird
- Exit
- Grounds
- Lantarenvenster
- Matrix Rotterdam
- RAAF Rotterdam
- Roodkapje
- Rotown
- Waterfront
- WATT - van september 2008 tot juni 2010
- WORM

## Bands
Bands uit Rotterdam zijn onder andere Death Letters, Elle Bandita, Feverdream, Hermes House Band, De Kik en The Amazing Stroopwafels.

## Muziekgezelschappen
- Marinierskapel der Koninklijke Marine
- Rotterdams Philharmonisch Orkest
- Symfonieorkest Rijnmond
- Doelenensemble
- Harmonievereniging Rotterdam aan Zee
- Groot en klein Toonkunstkoor.
- De Maasstedelijke koren en ensembles (barokensemble, opera- en operettegezelschappen, Rotterdams Jeugd Symfonie Orkest, theatergezelschappen)
- Laurenscantorij
- Havenstad Operette
- Koninklijke Zangvereeniging Rotte's Mannenkoor
- Hillegersbergs Mannenkoor
- Zangschool Rotterdam

## Evenementen
Rotterdam is de thuisstad van Poetry International, het International Film Festival Rotterdam, de Dag van de Literatuur, A Nightmare in Rotterdam, Art Rotterdam en vele andere Rotterdamse Zomerfestivals zoals het Zomercarnaval Rotterdam, Rotterdam 666 jaar, Art Rotterdam, Marathon Rotterdam, City Racing Rotterdam, Red Bull Air Race Rotterdam en de Wereldhavendagen.
De recent uitgeschreven Festival Innovatieprijs Rotterdam '05 door FestiLab leverde weer twee nieuwe festivals op; het huisdierenfestival (Irene Muller-Schoof in de categorie Nieuwe Aanwinst) en The Battle on the Buildings (Jolanda Hugens – in de categorie Innovatie).
Het culturele seizoen wordt geopend met de manifestatie September in Rotterdam en de R'Uitmarkt. In die maand vinden onder meer het Gergiev Festival, de Internationale keuze van de Schouwburg en het festival de Wereld van Witte de With plaats.
2007 is Het jaar van de architectuur en de Internationale Architectuur Biënnale Rotterdam.
In 2010 vond de Europese jongerenontmoeting van de gemeenschap van Taizé in Rotterdam plaats.
Sinds 2014 wordt elk jaar in de laatste week van september het lhbt-evenement Rotterdam Pride gehouden, met uiteenlopende activiteiten en als hoogtepunt de Pride Walk.

### Muziekfestivals
- Fast Forward Dance Parade
- Metropolis Festival
- Motel Mozaïque
- North Sea Jazz Festival
- Rotterdam Bluegrass Festival
- Veerhavenconcert

## Overig
- Universala Esperanto-Asocio aan de Nieuwe Binnenweg 172.
- Hotel New York (1901, Architect: C.M. Drooglever Fortuyn)
- Diergaarde Blijdorp (1940, Architect: Sybold van Ravesteyn)
- De Euromast (1958-1960, Architect: H.A. Maaskant)
- Spido, haven rondvaartdienst.
- R'Uitmarkt is een evenement over het Rotterdamse culturele seizoen.
- Miniworld Rotterdam,(voorheen Railz Miniworld) een overdekte miniatuurwereld naast Rotterdam Centraal.
- SS Rotterdam, een schip dat in 1959 te water ging.

## Filmtheaters
- Cinerama
- LantarenVenster
- Pathé "De Kuip"
- Pathé "Schouwburgplein"
- WORM